# Amrit
Amrit è un piccolo villaggio della Siria posto a sud di Tartus, in passato già fiorente città di origine fenicia con il nome di Marathus. I resti dell'antica città sono ancora completamente sepolti perché tutta l'area è sottoposta a rigide servitù militari; tuttavia si possono visitare alcuni monumenti e resti archeologici di rilevante interesse.

## Storia
Fondazione aradia, prosperò sotto Alessandro Magno, al quale la città si arrese insieme ad Arado.

## Mabad
La struttura più originale del sito è costituita da un tempio, chiamato Mabad (o Maabed) dedicato molto probabilmente a una divinità guaritrice, forse Shadafra. Consiste in un bacino rettangolare lungo 47 m, largo 39 e profondo 3 scavato nella roccia e riempito d'acqua da tre sorgenti ancora attive.
Su tre lati era circondato da portici merlati sorretti da monoliti alti 3 m (detti piedritti). La cella della divinità, anch'essa merlata, poggia su un basamento roccioso al centro del bacino.

## Stadio
Nelle immediate vicinanze si trova uno stadio di origine ellenistica abbastanza ampio (250 m x 50 m).

## Meghazil
A circa un chilometro a sud, nei pressi di una base militare dell'esercito, si trova la necropoli della città antica, costituita da camere sepolcrali sotterranee scavate nella roccia, con scale che ne permettono l'accesso.
In superficie erano dei monumenti sepolcrali di forma cilindrica e parecchio elevati, che sono appunto chiamati Meghazil (o Fusi). Ne restano in piedi ancora due: il primo è alto circa dieci metri ed alla base circolare si trovano le statue di quattro leoni; la punta è semisferica. Il secondo ha un basamento quadrato ed è sormontato da una pietra di forma piramidale.